# تپه هزار مردی
تپه هزار مردی مربوط به هزاره ۱- دوره ساسانیان است و در شهرستان کرمان، روستای مظفرآباد رودبار واقع شده و این اثر در تاریخ ۱ فروردین ۱۳۴۵ با شمارهٔ ثبت ۵۲۱ به‌عنوان یکی از آثار ملی ایران به ثبت رسیده است.